# Masowe ginięcie pszczół

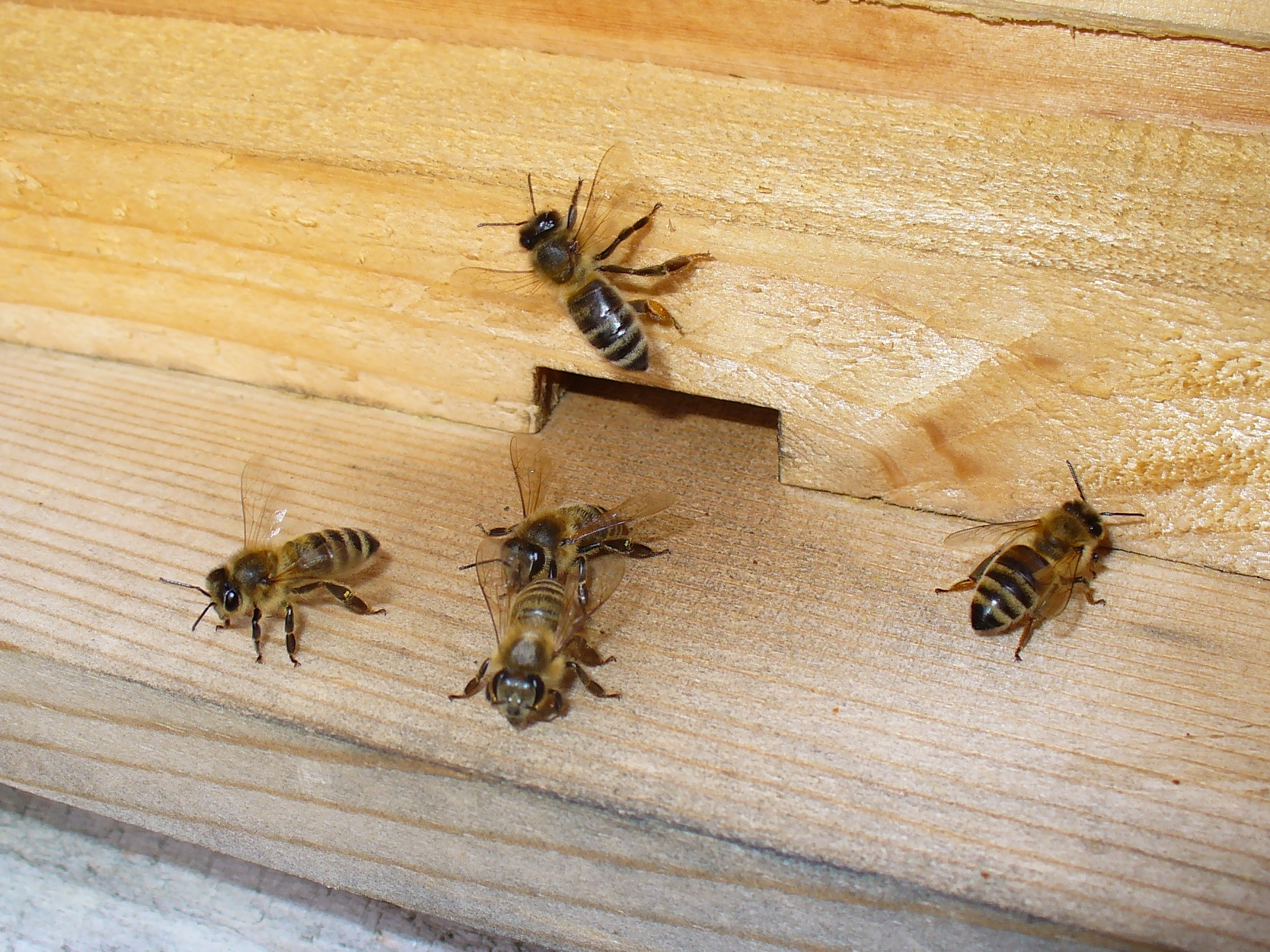
Pszczoły u wejścia do ula

Zespół masowego ginięcia pszczoły miodnej (ang. Colony Collapse Disorder, skrót CCD) – zespół chorobowy występujący masowo w koloniach pszczoły miodnej (Apis mellifera), objawiający się gwałtownym i masowym ubytkiem pszczół lotnych poza ulem, a w konsekwencji ginięciem większości chorych rodzin. Od roku 2003 napływały informacje z Europy i Ameryki o poważnych stratach wśród rodzin pszczelich. Jesienią 2006 nazwa Colony Collapse Disorder (CCD) została użyta po raz pierwszy w USA dla opisu masowego ginięcia pszczół. Zjawisko masowego ginięcia pszczół powoduje ogromne straty ekonomiczne w produkcji roślin oleistych, owoców i warzyw. Zjawisko to niesie też za sobą negatywny aspekt ekologiczny, ze względu na ogromną rolę jaką pszczoły odgrywają w reprodukcji dziko rosnących roślin. Jego etiologia nie została wyjaśniona, ale wiąże się z nią wiele rozmaitych czynników. Zespół masowego ginięcia pszczół jest jedną z przyczyn globalnego trendu, który nazwano spadkiem liczby owadów zapylających.

## Historia
Już w latach 90. XX wieku zjawisko masowego ginięcia pszczół było rejestrowane i dokumentowane w Stanach Zjednoczonych. Raporty wspominają nawet o występowaniu tego zjawiska w 1918 oraz 1919. Przez niektórych to zjawisko nazywane było „tajemniczą chorobą”, następnie szersze grono poznało je jako „chorobę powodującą znikanie”. Oertel, w 1965, ogłosił, iż rodziny pszczele, dotknięte „chorobą powodującą znikanie” miały dużo miodu w plastrach, natomiast nie było w nich prawie w ogóle pszczół, podkreślając przez to, iż znikanie pszczół nie mogło być spowodowane brakiem pożywienia.
Od 1972 do 2006 dramatycznie spadała liczba dzikich pszczół miodnych i znacząco, choć stopniowo, liczba pszczół miodnych hodowanych przez pszczelarzy w USA. Na ów ubytek w rodzinach pszczelich złożyły się skumulowane straty, spowodowane rozmaitymi czynnikami, takimi jak urbanizacja, duże użycie pestycydów, choroby pasożytnicze czy rezygnacja komercyjnych pszczelarzy z posiadania uli. W 2006 i 2007 roku zniszczenia pszczelich populacji sięgnęły jednak nieodnotowanych dotąd rozmiarów, a termin „zjawisko masowego ginięcia pszczół” zaczął być używany, by opisać te nagłe zniknięcia.
Straty w rodzinach pszczelich utrzymywały się na stałym poziomie około 17–20% od lat 90. i można było je przypisać rozmaitym czynnikom, takim jak pasożyty, choroby i stres. Pierwszy zarejestrowany przypadek masowego ginięcia pszczół został odnotowany w połowie listopada 2006. Do lutego 2007 komercyjni pszczelarze, w kilku stanach, poinformowali o ogromnych stratach spowodowanych przez masowe ginięcie pszczół. Raporty dotyczące strat, jakie ponieśli pszczelarze znacznie się od siebie różniły, wykazując od 30% do 90% pszczelich populacji; niektórzy informowali o utracie prawie całych kolonii lub o osłabieniu kolonii na poziomie niepozwalającym na dalsze zapylanie czy produkcję miodu.
Zanotowano straty w koloniach pszczelarzy zimujących swoje pszczoły w Kalifornii, na Florydzie, w Oklahomie i Teksasie. W lutym 2007 roku odnotowano również ubytki w środkowo-wschodnich i północno-zachodnich regionach, wynoszące więcej niż 50%. Zmniejszenie liczebności pszczelich kolonii było również zauważone w 5 kanadyjskich prowincjach, kilku krajach europejskich, krajach Południowej i Środkowej Ameryki oraz Azji. W 2010 Departament Rolnictwa Stanów Zjednoczonych (USDA) podał informację, iż całkowite straty w liczebności pszczoły miodnej w 2010 roku wynosiły 34%, co statystycznie przypominało poziom strat z 2007, 2008 oraz 2009 roku.
Hodowcy pszczół w stanach Floryda, Georgia, Karolina Północna i Pensylwania zgłosili przypadki gwałtownego ginięcia dorosłych pszczół z wyjątkiem pozostających w ulu królowej matki pszczół i młodych robotnic. Zjawiska nazwane „Fall-Dwindle Disease”, „Spring dwindle” itp. znane były już wcześniej np. w latach 1964–1965 w USA. Ponieważ jednak nie można przypisywać obecnego problemu porze roku ani infekcji, zjawisko które nastąpiło pod koniec 2006 i z początkiem 2007 nazwano Colony Collapse Disorder – katastrofa kolonii – co można też tłumaczyć jako destrukcyjne załamanie kolonii lub zaburzenie [polegające na] upadku kolonii.
CCD zaobserwowano również w kilku krajach europejskich. W Belgii, Francji, Holandii, Grecji, Włoszech, Portugalii oraz Hiszpanii odnotowano znaczne ubytki, raporty informujące o trendzie spadkowym populacji pszczół pojawiły się również w Szwajcarii i Niemczech, choć wspominały o mniejszych stratach, za to Zgromadzenie Irlandii Północnej otrzymało informacje o zmniejszeniu się populacji o nawet 50%. Podobne zjawisko obserwowano później także w Polsce i Finlandii oraz Bułgarii. W Wielkiej Brytanii zaobserwowano, że giną blisko spokrewnione z pszczołami trzmiele.
Sugeruje się, że nie ma jednej konkretnej przyczyny występowania zjawiska masowego ginięcia pszczół, a winny jest raczej zespół czynników, które negatywnie wpływają na kondycję rodzin pszczelich. Raport FAO informuje, iż opierając się o wstępną analizę zebranych próbek pszczół (dotkniętych i niedotkniętych syndromem masowego ginięcia), można stwierdzić, że u pszczół dotkniętych syndromem masowego ginięcia występuje dużo wyższa liczba patogenów, pestycydów i pasożytów, podczas gdy u pszczół niedotkniętych syndromem ich liczba jest niższa.

## Objawy
Aby kolonia została scharakteryzowana jako kolonia dosięgnięta zespołem masowego ginięcia muszą jednocześnie wystąpić 3 niżej wymienione czynniki:
- obecność zasklepionego czerwiu w opuszczonym ulu (normalnie pszczoły nigdy nie opuściłyby ula, aż do momentu całkowitego wyklucia się czerwia);
- obecność zapasów pożywienia, zarówno miodu, jak i pyłku:
  - które nie są natychmiast poddawane rabunkowi ze strony innych rodzin pszczelich,
  - które, jeśli zostają zaatakowane przez pasożyty takie jak barciak mniejszy, czy chrząszcz Aethina tumida, to owe ataki są zauważalnie opóźnione;
- obecność królowej. Jeśli królowej nie ma w ulu, rodzina wyginęła właśnie z tego powodu, co nie jest uznawane jako charakterystyka zjawiska masowego ginięcia pszczół.

Wstępne objawy, które mogą pojawić się przed ostatecznym wymarciem rodziny pszczelej to:
- zmniejszona opieka pszczół nad czerwiem[1],
- zbyt mała liczba robotnic do utrzymania znajdującego się w ulu czerwiu,
- siła robocza, składająca się głównie z młodych dorosłych pszczół,
- niechęć pszczół do żerowania na podawanej karmie, takiej jak syrop cukrowy, czy suplementy białka.

Oprócz znacznego ubytku pszczół lotnych poza ulem zaobserwowano pozostawanie w nim matki z nielicznymi pszczołami oraz obecność zapasów miodu i pierzgi. Przypadki rabunku zapasów obserwowane są dopiero po kilku dniach lub tygodniach.

## Rozpowszechnienie

### Ameryka Północna
Według danych Państwowego Urzędu Statystycznego USA ds. Rolnictwa, w 1947 roku na terenie kraju żyło 5,9 mln rodzin pszczoły miodnej. W 1980 liczba ta wynosiła 4,5 mln, zaś na początku 2008 już 2,44 mln. Powyższe dane zaniżają ogólną liczbę utrzymywanych uli, gdyż nie zawierają w sobie kilku tysięcy uli trzymanych tylko do zapylania, a także uli, zarządzanych przez pszczelarzy posiadających mniej niż 5 uli. Jednak fakt, iż powyższe dane nie zawierają w sobie niektórych rodzin pszczelich, jest kompensowany przez praktykę liczenia niektórych uli więcej niż jeden raz; ule które przemieszcza się do innych stanów USA w celu produkcji miodu czy komercyjnego zapylania, są wliczane w każdym stanie do całkowitej liczby rodzin pszczelich w danym regionie.
Straty sięgające nawet 50%, wynikające z przyczyn niezwiązanych ze zjawiskiem masowego ginięcia pszczół, zdarzały się wcześniej w niektórych regionach (np. w latach 2000–2001 w Pensylwanii). Za normalne straty związane z zimowaniem ula uważa się zwykle ubytek na poziomie od 15–25%. W wielu przypadkach pszczelarze, zgłaszający znaczne straty w rodzinach pszczelich nie zostali dotknięci syndromem masowego ginięcia, a ubytki były spowodowane przez inne czynniki.
W 2007 roku w co najmniej 24 różnych stanach USA oraz w części Kanady odnotowano przynajmniej po jednym przypadku występowania syndromu. W badaniu przeprowadzonym w 2007 roku na 384 ankietowanych pszczelarzy z 13 państw 23,8% spełniało określone kryterium występowania syndromu (50% lub więcej wymarłych rodzin, brak pszczół w ulu lub bardzo niewielka liczba martwych pszczół w pasiece).
W sezonie 2007–2008 badania przeprowadzone na 19% wszystkich rodzin wykazały całkowite straty w całym kraju na poziomie 35,8%. Pasieki, które zapylały migdały traciły średnio taką samą liczbę rodzin jak te, które tego nie robiły.

### Europa
Według Europejskiego Urzędu do spraw Bezpieczeństwa Żywności (EFSA) w 2007 roku w Wielkiej Brytanii było 274 000 rodzin pszczelich, we Włoszech 1 091 630, a we Francji 1 283 810. W 2008 Stowarzyszenie Pszczelarzy z Wielkiej Brytanii doniosło, iż populacja rodzin pszczelich w Wielkiej Brytanii spadła o ok. 30% między 2007 a 2008 a badania EFSA ukazały, że współczynnik umieralności we Włoszech jest jeszcze wyższy i wynosi 40–50%. Urzędnicy Europejskiego Urzędu do spraw Bezpieczeństwa Żywności podkreślili jednak, że takie dane nie są wiarygodne i są wynikiem nieujednoliconego sposobu liczenia rodzin pszczelich w poszczególnych krajach. Raporty z 2008 roku winą za tak wysoką umieralność pszczół obarczały roztocz Varroa, dwa niespotykanie wilgotne w Europie okresy letnie, i niektóre pestycydy.
W Niemczech, gdzie pojawiły się jedne z pierwszych raportów o zjawisku masowego ginięcia pszczół w Europie, w 2007 wyginęło 40% wszystkich rodzin pszczelich. Mimo tego nie istniało naukowe potwierdzenie syndromu masowego ginięcia pszczół; jeszcze na początku maja 2007 niemieckie media donosiły, iż nie ma żadnych potwierdzonych przypadków zjawiska masowego ginięcia pszczół w Niemczech.
W Szwajcarii, pod koniec maja 2012 roku, rząd ogłosił informację, że blisko połowa populacji pszczół nie przetrwała zimy. Za główną przyczynę spadku liczebności uważano aktywność roztocza Varroa.

## Przyczyny
Ustalono długą listę czynników biotycznych i abiotycznych prawdopodobnie wpływających na CCD u pszczół, przy czym uważa się, że wystąpienie syndromu jest zależne od kumulowania lub uzupełniania się kilku z tych czynników. Zalicza się do nich:
- obniżenie odporności pszczół[1],
- inwazje Varroa destructor, Nosema apis i Nosema ceranae[1],
- zatrucie pestycydami (zwłaszcza z grupy neonikotynoidów lub zawierającymi wolną nikotynę[14]),
- działanie czynników stresogennych, w tym zmiany spowodowane globalnym ociepleniem[1],
- wirus izraelskiego paraliżu pszczół[1] wykryty u padłych osobników,
- wirus kaszmirskiego paraliżu pszczół. Naukowcy skłaniają się do opinii, że jest to podstawowa przyczyna masowego ginięcia rodzin pszczelich,[27]
- błędy popełniane w hodowli pszczół i związane z tym osłabienie odporności,[27]
- jednostronne pożywienie i wynikające z tego niedobory pewnych składników pokarmowych. Np. pszczoły przez kilka tygodni żywią się pyłkiem i nektarem jednej tylko rośliny na którą zostały wywiezione w celu zapylania.[27]
- zaniedbania higieniczne powodujące rozwój chorób i pasożytów,[27]

### Pestycydy
W lipcu 2009 został opublikowany pierwszy roczny raport amerykańskiej Komisji ds. zjawiska masowego ginięcia pszczoły miodnej. Komisja poinformowała, że choć wiele powiązań, w tym pestycydów, pasożytów i patogenów zostało zidentyfikowanych w trakcie trwania badania, „staje się coraz bardziej jasne, że żaden pojedynczy czynnik nie jest odpowiedzialny za syndrom CCD”. Wyniki raportu wskazywały jednak, że brak jest wystarczającej liczby pasożytów Nosema lub pasożytniczych roztoczy Varroa destructor i Nosema apis w momencie wymarcia rodzinny pszczelej, która doprowadziłaby do tak dużych zniszczeń.
Komisja znalazła wyraźny związek między subletalnym działaniem niektórych pestycydów a syndromem CCD. Dotyczy to pestycydów z grup neonikotynoidów i fungicydów, które osłabiają układ odpornościowy pszczół, czyniąc je bardziej podatnymi na wirusy i pasożyty.
Rozległe badanie rodzin zdrowych, jak i tych dotkniętych zjawiskiem CCD z 2010, ujawniło również podwyższony poziom pestycydów w wosku i pyłku pszczelim, jednakże ilości zawartych w wosku i pyłku pestycydów były podobne w zdrowych i chorych rojach. Badania potwierdziły także podejrzenia, że do występowania zjawiska CCD przyczyniają się także: zły stan zdrowia rodzin pszczelich, nieodpowiednia dieta i zmiana lokalizacji uli. Badania wykazują bardzo wysoki poziom czynników chorobotwórczych w próbkach, pochodzących z rodzin pszczelich dotkniętych masowym wymieraniem oraz niższych poziomów patogenów w próbkach, pobranych od rodzin zdrowych. Dowodzi to, że zdrowe kolonie pszczół miodnych radzą sobie ze zwalczeniem patogenów. Obserwacje te doprowadziły do hipotezy głoszącej, iż spadek liczby pszczół jest wynikiem niewydolności układu odpornościowego.
Dwa niezależne badania, opublikowane w czasopiśmie Science z 29 marca 2012, wykazały, że pestycydy z grupy neonikotynoidów mogą upośledzać naturalne umiejętności nawigacji u pszczół, powodując dezorientację i uniemożliwiając pszczołom znalezienie drogi powrotnej do ula.
Wiele eksperymentów wskazuje na związek imidaklopridu, powszechnie stosowanego insektycydu z grupy neonikotynoidów, ze zjawiskiem ginięcia kolonii pszczelich. Badania prowadzone od roku 2002 pokazywały wpływ nawet niewielkich dawek imidaklopridu na zachowanie pszczół: traktowane nim owady wykazywały zaburzenia orientacji i komunikacji pomiędzy osobnikami, rzadziej odwiedzały tereny zbierania pokarmu i miały problemy ze znalezieniem drogi powrotnej do ula. Badania te prowadzone jednak były w warunkach laboratoryjnych, nie było więc jasne na ile przenoszą się one na wolno żyjące kolonie pszczele. Wyniki eksperymentów z podawaniem małych dawek insektycydu całym koloniom nie potwierdzały związku pestycydu ze śmiertelnością kolonii, nie zaobserwowano też by sąsiedztwo pól obsianych traktowanymi nasionami miało istotny wpływ na zdrowie pszczół. Wyniki badań przeprowadzonych w roku 2010 pokazują jednak, że w dłuższej skali czasowej podawanie małych dawek imidaklopridu powoduje śmierć kolonii w objawami charakterystycznymi dla syndromu masowego ginięcia pszczół – niemal wszystkie roje, którym badacze podawali środek, zginęły po kilku miesiącach od rozpoczęcia eksperymentu. Imidakloprid może dostawać się do organizmów pszczół przez kontakt z pyłkiem i nektarem traktowanych roślin, jak również przez dokarmianie pszczół syropem ze skażonej kukurydzy.
Pestycydy występujące na roślinach, będących pożytkiem dla pszczół, dużo łatwiej mogą przeniknąć do rodziny pszczelej za pośrednictwem gromadzonych zapasów pyłku niż nektaru. Dzieje się tak ponieważ pyłek transportowany jest na pszczole w tzw. koszyczkach na odnóżach, a nektar zasysany jest przez pszczołę trąbką do wola, transportowany jest więc wewnętrznie i jeśli jest toksyczny może zabić pszczołę. Nie wszystkie potencjalnie śmiertelne substancje chemiczne, zarówno naturalne, jak i te stworzone przez człowieka, wpływają na dorosłe pszczoły: wiele wpływa przede wszystkim na czerw, ale wymieranie czerwiu nie wydaje się występować przy zjawisku CCD. Co ważne, czerw nie jest karmiony miodem, a pszczoły dorosłe konsumują stosunkowo niewiele pyłku, sugerowałoby to zatem, że jeśli zanieczyszczenia lub toksyny ze środowiska są odpowiedzialne za zjawisko CCD, to najprawdopodobniej znajdują się w miodzie, gdyż giną dorosłe pszczoły, nie czerw (choć prawdopodobne skutki zjedzenia przez czerw zanieczyszczonego pyłku mogą być widoczne dopiero po przekształceniu w dorosłe osobniki).
Poznane skutki oddziaływania imidaklopridu na owady, w tym pszczoły miodne, są zgodne z objawami zjawiska CCD. Na przykład wpływ imidaklopridu na termity objawia się widocznym uszkodzeniem układu odpornościowego i dezorientacją.
W Europie powiązanie zjawiska CCD z imidaklopridem jest omawiane od dłuższego czasu. Badaniem, które przez długi czas pozostawało w centrum zainteresowań było badanie „Comité Scientifique et Technique (CST)”, które doprowadziło do częściowego zakazu stosowania imidaklopridu we Francji. Pestycyd o nazwie Gaucho, zawierający imidakloprid, został w tym kraju zakazany w 1999 przez francuskiego ministra rolnictwa, Jeana Glavany, ze względu na obawy związane z negatywnymi skutkami dla pszczół miodnych.
W 2005 roku zespół naukowców pod kierunkiem Państwowego Instytutu Pszczelarstwa w Bolonii, we Włoszech, wykazał, iż pyłek, pobrany od roślin z nasion zaprawianych imidaklopridem, zawiera znaczne ilości tego insektycydu, co może prowadzić do śmierci pszczół miodnych. Analiza upraw kukurydzy i słonecznika, pochodzących z nasion zaprawianych imidaklopridem, również stwierdza przedostawanie się dużych ilości tego środka owadobójczego do pyłku i sugeruje, iż znaczna część tych chemicznych substancji trafia do ula. Podkreślono też negatywny wpływ imidaklopridu na orientację pszczół w terenie, możliwość zapamiętywania drogi, umiejętność uczenia się i częstotliwość lotów z ula. Imidakloprid podawany pszczołom w warunkach laboratoryjnych w syropie cukrowym powodował zaburzenia komunikacji w rodzinie pszczelej na kilka godzin. Subletalne dawki imidaklopridu, zarówno w warunkach laboratoryjnych, jak i naturalnych, zmniejszały aktywność lotu pszczół oraz osłabiały zmysł węchu oraz umiejętność uczenia się i rozpoznawania zapachów.
Badania z 2008 prowadzone przez naukowców z Uniwersytetu Pennsylvania (Pennsylvania State University) wykryły wysoki poziom dwóch pestycydów w próbkach wosku pszczelego. Środki te zostały użyte w celu zwalczenia pszczelego pasożyta, roztocza Varroa destructor, który wcześniej był uznawany za główną przyczynę występowania zjawiska masowego wymierania pszczół. W 2009 potwierdzono związek między obecnością pestycydów w wosku pszczelim a znacznie mniejszą żywotnością pszczół.
Również w 2012 roku naukowcy z Włoch opublikowali raport dowodzący, iż siewniki wysiewające nasiona kukurydzy zaprawiane klotianidyną i imidaklopridem uwalniają duże ilości pestycydów do powietrza, co powoduje znaczącą śmiertelność pszczół. Według raportu „wyniki badań pokazują, że uwolnione do powietrza cząstki zawierające neonikotynoidy mogą stwarzać wysoki poziom zagrożenia dla pszczół, włączając w to również skutki śmiertelne dla całych kolonii, co pozostaje w zgodzie z obserwowanymi stratami raportowanymi przez pszczelarzy”. Powszechnie stosowane pestycydy z grupy neonikotynoidów, takie jak imidakloprid ograniczają wzrost kolonii oraz utrudniają produkcję nowej królowej. Innym groźnym neonikotynoidem jest tiametoksam, powodujący trudności w orientacji oraz nawigacji u pszczół.
Europejski Urząd ds. Bezpieczeństwa Żywności (EFSA) wydał oświadczenie informujące, iż ostatnie badania wskazują na nierozerwalny związek pomiędzy pestycydami z grupy neonikotynoidów, najczęściej używanymi w rolnictwie pestycydami, a ginięciem rodzin pszczelich. Ponadto sponsorowane przez przemysł agrochemiczny badania, na których opierają się regulacje prawne i normy dotyczące bezpieczeństwa użytkowania pestycydów, są błędne i prawdopodobnie celowo zwodnicze.
W kwietniu 2013 roku Komisja Europejska przegłosowała dwuletni zakaz stosowania trzech pestycydów z grupy neonikotynoidów: imidaklopridu, klotianidyny oraz tiametoksamu, ze względu na ich szkodliwość dla pszczół.

### Patogeny i teorie braku odporności
Zdaniem niektórych naukowców rozprzestrzenianie się syndromu CCD postępuje w sposób charakterystyczny dla chorób zakaźnych; istnieje jednak podejrzenie, że decydujący jest wpływ nie samego patogenu, ale mechanizmu osłabiającego system odpornościowy, który ułatwia atakowanie pszczół. Sugerowano związek między zakażeniem roztoczami Varroa destructor i syndromem CCD, gdzie połączenie roztoczy, wirusa zdeformowanych skrzydeł (przenoszonego przez roztocza) oraz bakterii osłabiają odporność i mogą przyczyniać się do CCD.
Badania próbek materiału genetycznego przeprowadzone w Kalifornii sugerują, że za znikanie pszczół mogą odpowiadać wywołujący nosemozę pierwotniak Nosema ceranae i/lub wirus z rodzaju Iflavirus.
W przypadku wymierania rodziny pszczelej, niezależnie od przyczyny, często zdarza się, że zdrowe rodziny dokonują kradzieży zapasów wymierającej rodziny. Jeśli zapasy te są skażone substancjami toksycznymi lub zawierają patogeny chorobotwórcze, kolejne zachorowania zdrowych rodzin w pobliżu wymierającej rodziny, mogą sugerować występowanie choroby zakaźnej. Jednakże w przypadkach CCD zapasy wymierającej kolonii nie są zwykle kradzione, co sugeruje, że przynajmniej ten mechanizm (rozprzestrzenianie toksyn oraz choroby poprzez kradzież zapasów) nie występuje w przypadku CCD.

#### Roztocza Varroa
Zgodnie z tezą zawartą w opublikowanym w 2007 roku artykule, roztocza Varroa destructor są najczęstszym zabójcą pszczoły miodnej, po części z powodu przenoszonych przez nie wirusów, włączając wirusa zdeformowanych skrzydeł oraz izraelskiego wirusa ostrego paraliżu pszczół, które były wymieniane jako możliwa przyczyna CCD. Zakażenie roztoczami Varroa osłabia także system odpornościowy pszczół. W badaniu przeprowadzonym w na University of Guelph w Kanadzie, roztocze Varroa wskazane zostało jako przyczyna 85% przypadków załamań rodzin pszczelich. Roztocza Varroa są zatem uważane za jedną z możliwych przyczyn CCD, choć nie wszystkie wymierające rodziny były nimi zakażone.

#### Izraelski wirus ostrego paraliżu pszczół
Izraelski wirus ostrego paraliżu pszczół (Israeli acute paralysis virus, IAPV) odkryty został w Izraelu, 2004 roku i należy do grupy Dicistroviridae. Prowadzi do paraliżu pszczół, które następnie giną z dala od ula. Może być przenoszony przez roztocze Varroa destructor. Roztocza te zostały jednakże wykryte jedynie w połowie rodzin dotkniętych CCD. Nie udowodniony został więc związek przyczynowo-skutkowy. Występowanie syndromu może być związane z innymi czynnikami, a obecność wirusa ostrego paraliżu może być jedynie wskaźnikiem zakażenia, a nie jego przyczyną. Planowane są eksperymenty z celowym zakażaniem rodzin pszczelich wirusem w celu dokazania związku przyczynowo-skutkowego.

### Antybiotyki
Większość pszczelarzy, dotkniętych syndromem CCD, raportowała wcześniejsze używanie antybiotyków i środków eliminujących roztocza, jednakże nie ma jasności co do dokładnej listy używanych przez nich środków. Możliwe jest natomiast, że nie wszystkie dozwolone do użytku leki były testowane na ewentualne negatywne skutki oddziaływania na pszczoły i tym samym mogą mieć wpływ na występowanie syndromu CCD.

### Pszczelarstwo migracyjne
Dzierżawienie pszczół jako naturalnych zapylaczy podnoszących jakość plonów jest ważnym elementem gospodarki USA, która nie byłaby w stanie produkować takich ilości żywności, gdyby bazowała tylko na użyciu rodzimych owadów zapylających. Amerykańscy pszczelarze zarabiają więcej na wydzierżawianiu pszczół na duże uprawy roślin, np. migdałowca, niż na produkcji miodu.
Przewożenie rodzin pszczelich na znaczne odległości w ciężarówkach, gdzie mają kontakt z innymi, również zarażonymi rodzinami, powoduje bardzo szybkie rozprzestrzenianie się chorób, wirusów i innych pasożytów. Przewożenie negatywnie wpływa również na ogólny stan zdrowia całej pszczelej kolonii.

### Niedożywienie
Badania wykazały związek pomiędzy złą kondycją rodzin pszczelich a niedożywieniem spowodowanym, praktyką pszczelarską, polegającą na karmieniu w okresie zimowym pszczół tylko syropem cukrowym, pozyskiwanym z kukurydzy lub buraków, cukrem lub innym substytutem pyłku. Ponadto pszczoły nie korzystają już z różnorodnych roślin, a zapylają tylko jeden rodzaj roślin, uprawianych na dużych monokulturach, np. migdałowców, jabłoni czy wiśni. Brak dostępu do różnych gatunków roślin, produkujących pyłek pozwalający na uzupełnienie diety o składniki niezbędne do prawidłowego rozwoju i funkcjonowania pszczoły, może uniemożliwić pszczołom odpowiednie zbilansowanie diety, a w konsekwencji – osłabić je, a nawet doprowadzić do niedorozwoju lub śmierci.
Pszczoły, które miały do dyspozycji pyłek pochodzący z różnych roślin, charakteryzowały się lepszym systemem odpornościowym, niż te korzystające z pyłku, pochodzącego z jednego gatunku. Autorzy sugerują, że zjawisko CCD może być powiązane z utratą bioróżnorodności.

### Promieniowanie elektromagnetyczne
Pierwszym opublikowanym raportem, dotyczącym wpływu elektromagnetycznego na pszczoły był raport z 1981 roku, opracowany przez Gary’ego i Westerdahla. Naukowcy nie znaleźli „żadnego dowodu na to, że lotne bezkręgowce mogą być poważnie narażone na negatywne działanie podczas krótkotrwałego kontaktu z promieniowaniem elektromagnetycznym”.
„The Independent” przedstawił – jako jedną z teorii – możliwość zakłócania systemu nawigacyjnego pszczół przez promieniowanie telefonów komórkowych. Ostrzegł jednocześnie, że wyginięcie pszczół zapylających większość roślin uprawnych może spowodować katastrofalne skutki w produkcji żywności na świecie. Wyginięcie jednej z najbardziej zorganizowanych kolonii w świecie zwierząt pociągnie za sobą wyginięcie 3/4 roślin i zmniejszenie o 1/3 ilości żywności produkowanej na świecie.
Możliwość zakłócania zachowań pszczół falami elektromagnetycznymi wysokiej częstotliwości nie została dokładnie zbadana. Dotychczasowe pilotażowe badania wykazały, że pszczoły mają magnetoreceptory podlegające remanencji, aktywnie uczestniczące w magnetorecepcji i że zachowania pszczół poddanych silnej ekspozycji na fale elektromagnetyczne emitowane przez telefony komórkowe ulegają drastycznym zmianom.
W 2004 zostało przeprowadzone badanie, dotyczące skutków ekspozycji pszczół na promieniowanie elektromagnetyczne. Naukowcy nie zanotowali żadnych zmian w zachowaniu pszczół spowodowanych falami radiowymi ze stacji bazowej operującej na częstotliwości 1880–1900 MHz.
W październiku 2011 Ministerstwo Środowiska i Leśnictwa Indii opublikowało raport, który analizował 919 zweryfikowanych badań naukowych badających wpływ pola elektromagnetycznego na ptaki, pszczoły, rośliny i ludzi. Tylko 7 z 919 dotyczyło pszczół miodnych, a 6 spośród 7 sugerowało negatywne skutki wynikające z kontaktu pszczół z promieniowaniem pola elektromagnetycznego, ale związek promieniowania pola elektromagnetycznego ze zjawiskiem CCD nie został wskazany. Według jednego z analizowanych badań, gdy włączone telefony były trzymane wewnątrz uli, pszczoły robotnice, wylatujące na pożytek przestały wracać do ula po dziesięciu dniach. To samo badanie wykazało drastyczny spadek w produkcji jaj przez królową.

### Uprawy genetycznie modyfikowane
W 2010 roku Peter Olson zwrócił uwagę na fakt, iż co prawda modyfikacja genem Bt (pochodzącym od bakterii Bacillus thuringiensis) pozwala roślinom produkować toksynę Bt Cry, która nie jest zabójcza dla pszczół, jednakże istnieje ryzyko, że uszkadza ona reakcję układu immunologicznego tych owadów, pogarszając pamięć i obniżając zdolności nawigacyjne do tego stopnia, że nie odnajdują one drogi powrotnej do ula. Teoria ta nie ma jednak podstaw w badaniach i testach, a opiera się jedynie na poszlakach.
Analiza 25 niezależnych prac naukowych z 2008 roku, dotyczących wpływu białek, pozyskanych z roślin genetycznie modyfikowanych, z dodanym genem bakterii Bt, na pszczoły miodne, nie wykazała negatywnego wpływu na rozwój larw czy też stan osobników dorosłych.

### Zanieczyszczenie powietrza
Badania przeprowadzone przez naukowców z Uniwersytetu Southampton wykazały, że obecność w powietrzu tlenków azotu (NOx) w istotny sposób zakłóca pszczeli zmysł węchu, powodując niemożność odnalezienia przez owady pożywienia. Jako znaczące źródło tlenków azotu w atmosferze wskazano spaliny silników o zapłonie samoczynnym.

## Ekonomia
Zjawisko zapylania jest szczególnie ważne dla niektórych upraw, jak np. dla upraw migdałowca rosnącego w Kalifornii, gdzie pszczoły miodne są najważniejszymi i głównymi zapylaczami, a wartość zbiorów osiąganych dzięki ich pracy w 2006 szacowana była na 1,5 miliarda dolarów. W 2000 roku całkowita wartość upraw w całości zależnych od zapylania pszczół miodnych, w samych tylko Stanach Zjednoczonych, szacowana była na 15 miliardów dolarów.
Pszczoły miodne nie są jedynymi zapylaczami; wiele innych gatunków owadów, np. motyli, jak i ssaków (nietoperze) czy ptaków, zapyla rośliny, jednakże żadne z nich nie mogą być wykorzystywane tak efektywnie i na taką skalę jak pszczoły miodne. W Chinach, gdzie w niektórych regionach całkowicie wyginęła populacja pszczoły miodnej, w sadach jabłkowych masowo stosowane jest zapylanie ręczne, co wymaga dużego nakładu siły roboczej, czasu i pieniędzy.

## Kalendarium
- 2004: według naukowców z Uniwersytetu Columbia za CCD odpowiada odkryty w 2004 roku wirus izraelskiego paraliżu pszczół (Israeli Acute Paralysis Virus), który przywędrował na inne kontynenty prawdopodobnie z Australii
- 2006: jesień – masowe ginięcie całych populacji pszczół w Stanach Zjednoczonych
- 2009: naukowcy z University of Illinois zidentyfikowali możliwą przyczynę CCD – degradacja rRNA powodowana przez patogeny z grupy pikornawirusów[80]
- 2012: opublikowano wyniki eksperymentu przeprowadzonego na Uniwersytecie Harvarda pokazującego, że kontakt z niewielkimi nawet dawkami pospolitego pestycydu imidaklopridu powoduje śmierć kolonii w ciągu kilku miesięcy[36]